# 日本人形
日本人形，是穿著和服，梳著日本傳統髮型，具有日本傳統文化風格的人偶統稱。

## 歷史
對日本人而言，早在遠古時代，即與偶人結下了不解之緣。古墳時代的埴輪，便是最好的例子；文樂（人形淨瑠璃）則將偶人提升到藝術境界。平安時代以後，兒童們開始把偶人當做玩具玩耍，至於在驅邪或咒術的層面上，也都使用到偶人。雖然現在這種習俗已漸漸流於形式化，或被百貨業者的商業主義所利用而流於商業化，但藉著偶人祈求夢想和幸福的觀念依然存在。

## 人形分類
- やまと人形：從前各地方分別有東人形、市松人形、京人形等和其他不同稱呼的日本偶人，在昭和初期，全部的名稱皆用やまと人形命名。やまと人形的髮型，主要女生是齊短垂髮（かむろ，女童的髮型），男生是書毛（畫上去的頭髮）。

- 市松人形：やまと人形的別名，被稱作市松人形。因為畫有江戶時代演員─佐野川市松的臉的偶人在京都、大阪流行了起來，市松人形這個別稱因而興起。

- 泣子：在市松人形的腹部放入笛的高級品總稱。

- ぶら：幼子人形的一種。相較於高級品的泣子，是市松人形裡最簡單的製品（製作的方法也不同）。從5公分到一公尺長的都有。

- 幼人形：お座人形的別稱。藉由橡皮帶讓手腳可以自由移動的幼兒面貌的偶人。

- 這子：手腳貼著地面，動作像嬰兒爬行的偶人。

- 衣裳着：臉跟身體是不同人做的，身體先完成然後才做臉，穿上原本已經做好的衣服的偶人。

- 小山人形：女偶人的總稱。因為小山次郎三郎這個人可以巧妙的操縱讓這種女偶人產生這個名稱。關於這種女偶人的傳說有很多說法。但是這種人偶主要都是綁著髮髻。

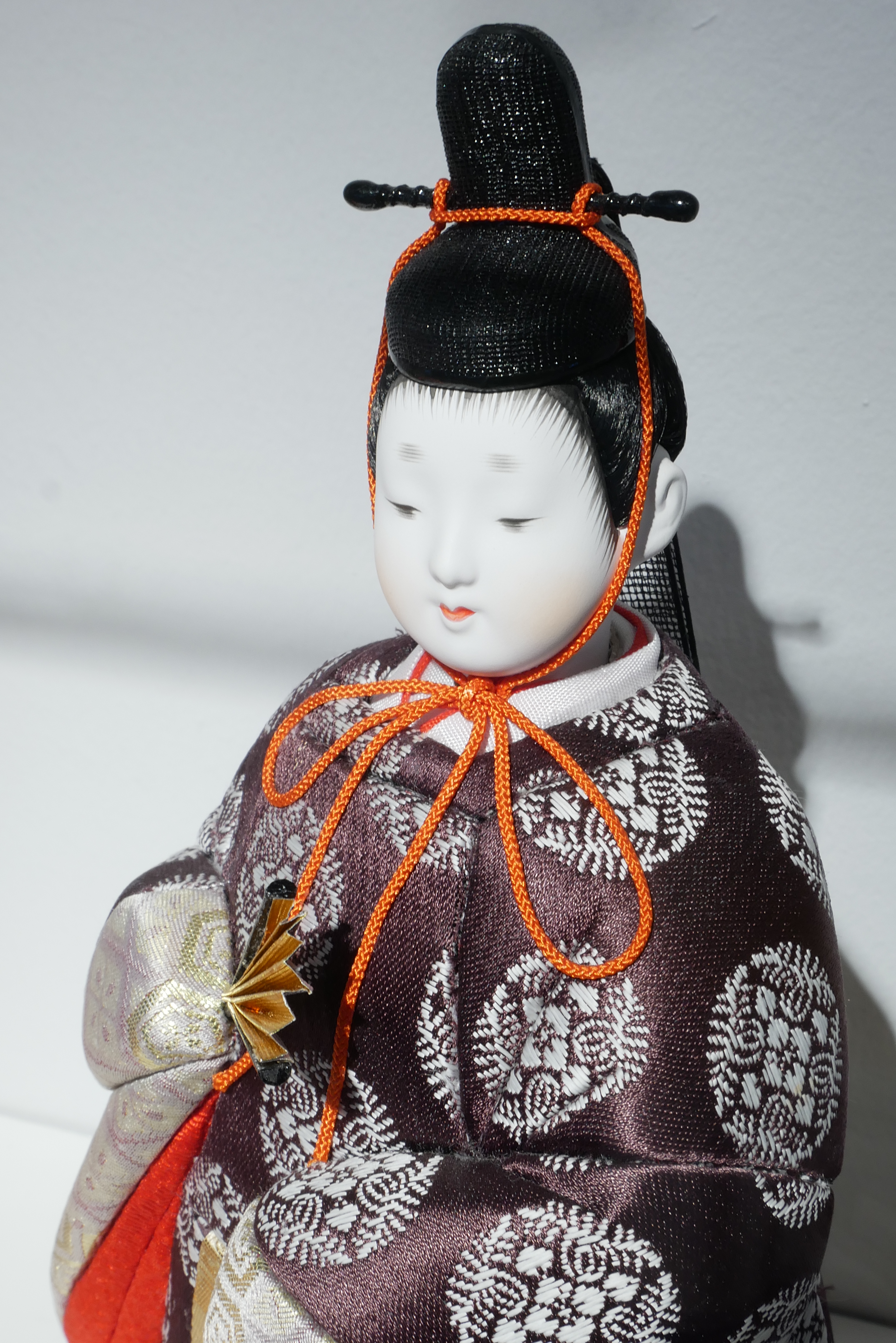
歌人木目込人形

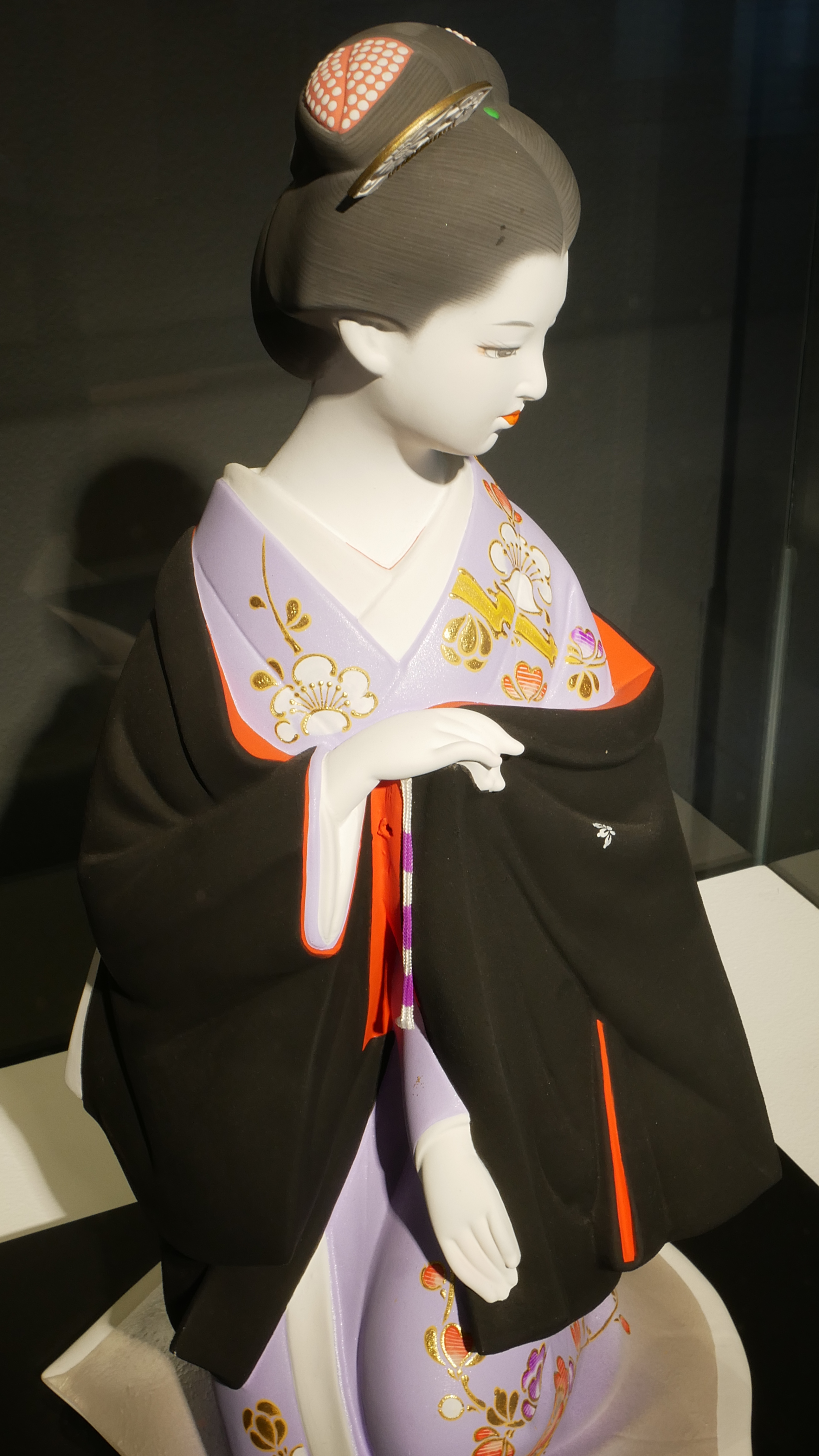
博多人形

- 木目込人形：江戶時代中期，京都上賀茂神社的祭典上使用柳筥的偶人。神官會在用木頭作的小人偶的溝槽裡夾入神官衣裝剩餘的布。

- 舞踊人形：這是一種偶人主要取材於歌舞伎的舞蹈，取以汐汲（歌舞伎舞蹈。2世櫻田治助作詞、2世杵屋正次郎作曲）、藤娘（歌舞伎舞蹈。勝井源八作詞、4世杵屋六三郎作曲）、道成寺（歌舞伎舞蹈。淨琉璃之一）等多種種類。

- さくら人形：帶著布帛（棉麻等之物的總稱）梳著古代髮型的偶人。日本的演劇，以風俗最為題材。仿照法國娃娃全身用布為原料製造。

- 御所人形：江戶時代（1601～1867年）京都的公卿對於諸侯的餽贈所送的回禮，是肌膚白皙、大頭的裸體男童偶人。

- 伊豆蔵人形：御所偶人的別稱，京阪地方的稱呼。

- おぼこ：子供顔偶人的別稱。雖然有小孩子臉的意思，不過主要是指御所偶人的臉。

- 浮世物：在女兒節添飾的偶人總稱。對於稱十五人揃〔じゅうごにんぞろい〕（包含内裏雛2人、官女3人、囃子5人、随身2人、仕丁3人等五個種類）的偶人，其他偶人的總稱。從能樂、狂言、演劇、舞蹈等構圖取材。

- 風俗人形：和雛偶人並列為代表性著衣裳的偶人，作為觀賞用途。偶人從時代風俗、特別的能樂（日本的一種古典樂劇）、狂言（日本室町時代流行的，在能樂幕間演的一種滑稽劇）、戲劇和舞蹈裡得到很多題材，有春駒（日本岐阜縣的傳統舞蹈－郡上之舞）、お三輪（以歌舞伎的劇目《妹背山婦女庭訓》的杉酒屋的女兒御三輪跳舞的舞姿為構圖）、道成寺（能樂）、汐汲（取材於日本歌舞伎《汐汲》一折舞劇戲碼）、藤娘（取材於日本歌舞伎《藤娘》一折舞劇戲碼）等。正因為風俗偶人題材廣泛，髮型、衣裳等的時代考証更要費心，不過也因為如此，製作者的創造性和能力才有發揮的領域。《汐汲》講述一位汲潮的美女，因為思念返鄉回京都的愛人。時常頭戴愛人所贈的帽子，身穿愛人贈送的花衣，在海邊翩翩起舞搖曳生姿，等待愛人早日踏上歸途；人形造型是女形體、頭戴金色高帽，肩挑水桶。《藤娘》的女主角是紫藤花精所變化而成的美人，因此人偶是女形體、頭戴紅色或黑色大盤帽，帽頂上有彩繪[紫藤花]的圖騰。手執紫藤花枝，身上穿著有[紫藤花圖案]的和服。

- 奈良人形：奈良木雕也稱“一刀雕”，以漂亮的奈良偶人而聞名遐邇，其表情豐富，塗色鮮豔。原先是為鎌倉時代春日大社祭禮用而製作，到了江戶時代末期（19世纪），一位叫做森川杜園的著名工匠將其製作工藝擴展到了藝術領域。

- 郷土人形：鄉土玩具中也有不少的偶人，其中至今仍然大受歡迎的是博多人形（はかたにんぎょう）與小木人形（こけし人形）。

- 博多人形：博多偶人是九州博多的特產，以黏土作成模型，素燒之後才塗色。做出來的偶人寫實且色彩細膩，作品從小孩到老人、歌舞伎藝人、相撲力士等，取材廣泛，適合觀賞用，相當受到大眾喜愛。

- 小木人形：小木偶人則是東北地區的木製人偶。利用旋轉盤把做為身軀的木頭刨成圓筒狀，然後裝上圓形的頭部，描繪出女孩子的臉形，身體部分則以紅、藍、黃等2～3種顏色描繪出花朵或線條。同樣在東北地區，但不同地方所做出來的木偶，形狀、模樣皆不同。約可分8～10個系統，一般只要從木偶的造型便可判斷它的產地。雖然有一種說法認為小木偶人是從「子消し」（古時因生活困苦而掐死剛初生嬰兒）而來的，現在則普遍被製造販賣，作為觀賞之用。

- 花布人形：在木雕的偶人原型上，貼上各種布塊，並將布邊埋入木溝所製成的。這種將布邊嵌入木頭的製作手法正是花布偶人命名的由來。

## 零件
- ぬき
- 生地
- べら
- 糸
- 糸葺
- 頭
- 正頭
- 胡粉
- 面相
- かむろ
- 書毛
- ちょんぼり
- どんずり
- 小道具
- 筥迫
- 金襴
- 正絹
- 交織
- 二丁
- 三丁
- 金通
- 有職織
- 鹽瀨
- 縮緬
- 友禅
- 金彩
- 鹿の子
- 熨斗目

## 傳統節日的裝飾和偶人

### 上巳節（女兒節）

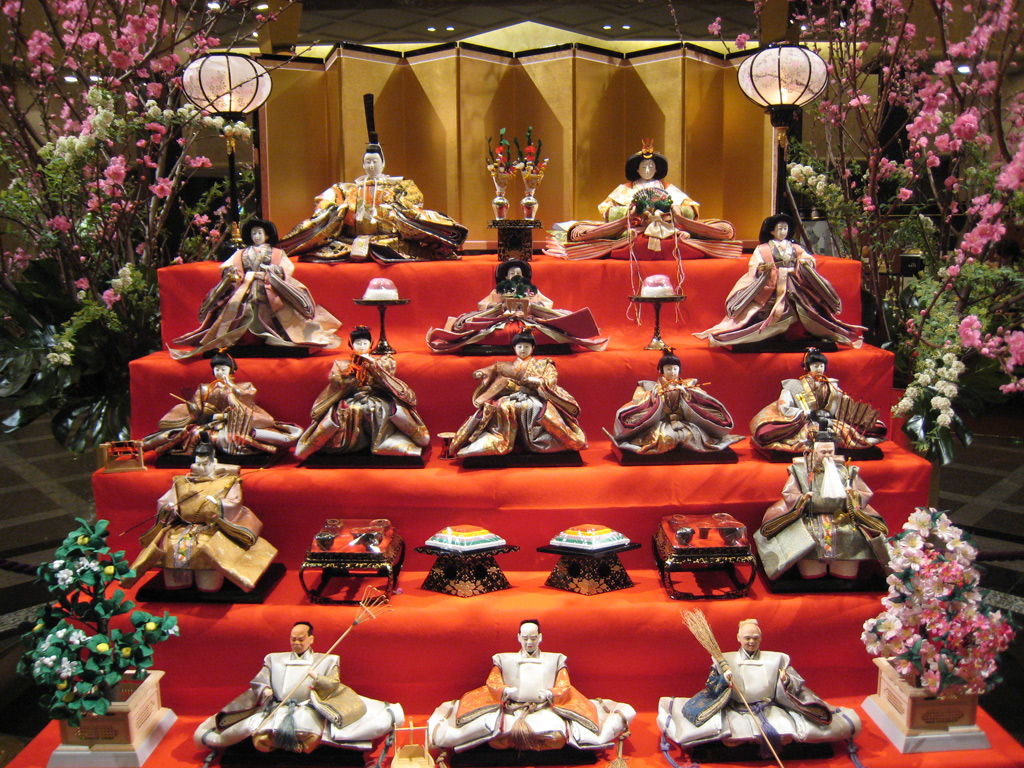
女兒節擺放的人形

雛人形是在女兒節裝飾的偶人。被說是形代（祭祀的時候，作為人替身的偶人的起源），從平安時代開始有紙製的。
到了江戶時代，出現用朝官著正式服裝身姿的内裏雛（女兒節裝飾偶人的一種。一對仿照天皇、皇后的男女偶人，與三個官女、五人樂隊、內外大臣、隨從等一起被裝飾在放置偶人的階梯狀陳列台。

### 端午節（五月人形）
端午的傳統節日，是從奈良時代就開始的古老的儀式。在鎌倉時代「武士的時代」，端午節是武士的節日。因為「菖蒲」跟「尚武」的日語發音一樣，菖蒲的葉子跟武士的劍的樣子很像。明治以來，端午節性質已變，首先棄用農曆，以每年西曆五月五日為端午節。其次是與武士關係不再，反而變成兒童節（更正確的是「男兒節」）。慶祝跟希望男孩子能健康和成長。
一般日本人在端午節會做的事情有：在屋外掛起鯉魚旗，在房間裡陳列盔甲、刀、武士人偶（稱「五月人形」），還有吃柏餅與日式粽。常見的五月人形如下：
- 武者人形：在男兒節裝飾的威風凜凜的武士偶人總稱。

- 馬乗武者：乘馬的武士總稱。

- 金太郎：日本民間大名鼎鼎的傳說人物，他忠厚善良力氣大，是擅長騎馬和相撲的少年英雄。

- 桃太郎：從桃子中生出來，傳說中降伏惡鬼的少年英雄。

- 辨慶：武藏坊辨慶。平安時代末期的僧兵，為武士道精神的傳統代表人物之一。從歌舞伎的「橋辨慶」和「勧進帳」取其角色製作五月偶人。

- 神天：神武天皇的簡稱。據《古事記》和《日本書紀》記載，第一代天皇——神武天皇於西元前660年建國並即位。

- 鍾馗：一臉濃密鬍鬚橫眉立目，手持著劍。唐朝玄宗皇帝得了瘧疾，一個多月都好不了，有一天忽然在夢中看見鍾馗除掉小鬼，而玄宗夢醒之後，病也好了。於是召畫工吳道子，讓他畫在夢中的鍾馗畫像。「鍾馗打鬼」的故事傳入日本，鍾馗被日本人當作孩子的守護，製作成為五月偶人。

- 清正：各式各樣以加藤清正為構圖製作的五月偶人。加藤清正是日本戰國時代的武將，任大名(諸侯)，以打虎、築城聞名。

- 太閤：以豐臣秀吉的身姿製作的五月偶人。日本戰國時代末期封建領主﹐繼織田信長之後日本統一大業的完成者。

- 神功皇后及武内宿禰：身著武裝的神功皇后及抱著武内宿禰的皇太子〔之後的應神天皇〕為構圖。另一為神功皇后率領武内宿禰凱旋而歸的構圖製作的五月偶人。

## 人偶的保存方法
- 避免濕氣：人偶最奈不了的就是濕氣，濕氣過高會使人偶的臉部產生黑色斑點或是有發霉的現象，同時也會讓衣服的顏色改變。

- 不能過度乾燥：當人偶拿出來裝飾的時候，直接接觸陽光照射會造成人偶臉部出現裂橫而且讓衣服顏色改變，所以請避開陽光直射。再來，在冷氣房或是暖房也絕對不行！最後還有一點也要注意就是盡量少在風吹的地方裝飾人偶。

- 常清理灰塵及垃圾：裝飾過的人偶通常身上會帶有垃圾或是灰塵，如果不仔細將灰塵垃圾除去的話，人偶的臉部會變的陰暗衣服也會褪色。

- 頭部不能污染或是刮損：將人偶收起來的時候切記要用柔軟的紙或是布將頭部包起，可以防止頭部刮傷或是弄髒。但是有一點請注意，當你在包頭的這個動作可能會使手接觸到人偶的臉部，手上的油垢會造成人偶的臉部會有汙點，這一點要特別的小心。

- 防止形狀崩塌：人偶再用紙包附住的時候過強的力道會使人偶形狀崩塌所以請要小心注意。在來，像人偶衣服兩邊袖子垂下的地方為了使袖子可以膨起，可以將薄紙放入袖子內。當你把裝飾過的人偶要收進箱子時，人偶與人偶間的空隙可以用報紙等塞入空隙。做這個動作時要注意別讓報紙直接碰觸到人偶。

- 一個個用密封袋包住：將人偶收入箱子前需要將人偶放入人偶專屬的密封袋內封住。密封後在放入箱子一定要用報紙等色入空隙，這樣才不會讓箱子裡的人偶互相碰撞。

- 使用適當的防蟲劑：防蟲劑商品原料有4種類型對二氯苯製剤，這種成分製劑可能會讓人偶上的塑膠產生溶解的可能性。這種原料也在人偶的內部或木製品的表層的塑料產生汽化反應，所以若是作為人偶保存盡量避免使用。右旋烯炔菊酯製剤這種防蟲劑不會有一般防蟲劑的臭味所以很受歡迎，但是它會和銅產生反應，可能會造成銅產生變色。通常是用在屏風和盔甲等有銅鋅合金、黃銅等不太容易注意的地方使用比較多，作為人偶保存比較不適合。樟腦通常用來保存和服而製造，以換季為基準樟腦通常效用只能維持半年，並不適合對於一年才使用一次的人偶。人偶需要什麼樣的防蟲劑，必定會在商品上註明。為了保存偶人這4種製劑中以萘製劑作為原料的東西是最適合的。日本人形協會所頒布的協會指定防蟲劑，就是用萘作原料。但是若是這種萘製劑和含有對氯二苯或是樟腦的製劑一起使用的話，會有塑料溶化或是油性斑點附著的可能性。還有若前後兩次使用的防蟲劑不一，也會造成臭氣殘留。所以最好的方法就是每年每次都使用相同的除蟲劑。在來還會有一種麻煩就是結晶的產生。當你噴上或放置除蟲劑將人偶保存起來的途中打開再蓋上的時候，溫度激烈的變化會使裡頭的防蟲劑煤氫化，而產生結晶的現象。不過不需要擔心，若是出現這種情況，就把人偶放在通風的地方，原則上結晶會自然消失，勉強將結晶取下可能會傷害到人偶的材質。

- 一年一次防蟲：放入箱子裡的人偶要放在像壁櫥上層或是靠近頂棚的壁櫥等濕氣難以到達的地方。然後，每年10月左右挑一個晴天將人偶拿出來放陰涼處通風，這樣可以防止蟲害。

- 處理五月偶人：5月人偶大部分使用鏽和酸等金屬成分，因此要注意的是當手上沒有帶上手套時切勿碰觸到人偶金色的部分。萬一人偶沾到了手汗等等的時候，要用很乾很柔軟的布擦掉。用完的時候要用白色的紙包住金色的地方。